# Bagassi
Bagassi è un dipartimento del Burkina Faso classificato come comune, situato nella provincia  di Balé, facente parte della Regione di Boucle du Mouhoun.
Il dipartimento si compone del capoluogo e di altri 26 villaggi: Assio, Badié, Bandio, Banou, Bassouan, Bounou, Doussi, Haho, Kahin, Kaho, Kana, Kayio, Koussaro, Mana, Manzoulé, Moko, Niaga, Niakongo, Ouanga, Pahin, Sayaro, Sipohin, Sokoura, Virwe, Vy e Yaro.